# 海里 (列車)
海里（かいり）は、東日本旅客鉄道（JR東日本）が新潟駅 - 酒田駅間を白新線・羽越本線経由で運行している臨時快速列車（観光列車）である。

## 概要
「新潟・庄内の食と景観を楽しむ列車」と位置付けられ、車内での食事に重点を据えたサービスが実施されている。
同じ区間では2001年から485系電車による臨時快速列車「きらきらうえつ」が設定されていたが、老朽化に伴い引退し、羽越本線の「のってたのしい列車」としての役割を本列車が引き継ぐこととなった。

## 運行概況
週末を中心に設定され、新潟発の下り列車が午前中に、酒田発の上り列車が夕方に発車する1往復の運行である。
「通常ダイヤ」と「冬ダイヤ」があり、冬季に実施される冬ダイヤでは下記の減速・停車サービスが省略されるため、所要時間が短い。この場合、新潟駅の発着時刻を通常ダイヤに揃えて運転され、酒田駅に早く到着し、遅く出発するダイヤ設定となる。他に上り・下りどちらか片方だけが冬ダイヤ相当の時刻となる場合もある。
通常ダイヤでは笹川流れの景観を楽しめるよう桑川駅 - 越後寒川駅間で減速運転を行うほか、桑川駅で上下とも20分 - 30分の長時間停車が設定されている。いなほが止まる府屋駅には停車しない。
年に数回秋田駅までの延長運転が行われる。
停車駅
新潟駅 - 新発田駅 - 中条駅 - 坂町駅 - 村上駅 - 桑川駅 - あつみ温泉駅 - 鶴岡駅 - 余目駅 - 酒田駅（- 遊佐駅 - 象潟駅 - 仁賀保駅 - 羽後本荘駅 - 秋田駅）
※（）内は延長運転時の停車駅

## 車内サービス
びゅう旅行商品として販売される4号車の車内では、新潟・庄内地方の料亭やレストランの監修した食事が、新潟の老舗洋食器店の海里オリジナル食器で提供される。通常の指定席として販売される1号車、2号車に乗車した場合でも、3号車の売店で海里特製の弁当を購入できる。メニューはいずれも上り・下りや月ごとで異なっている。

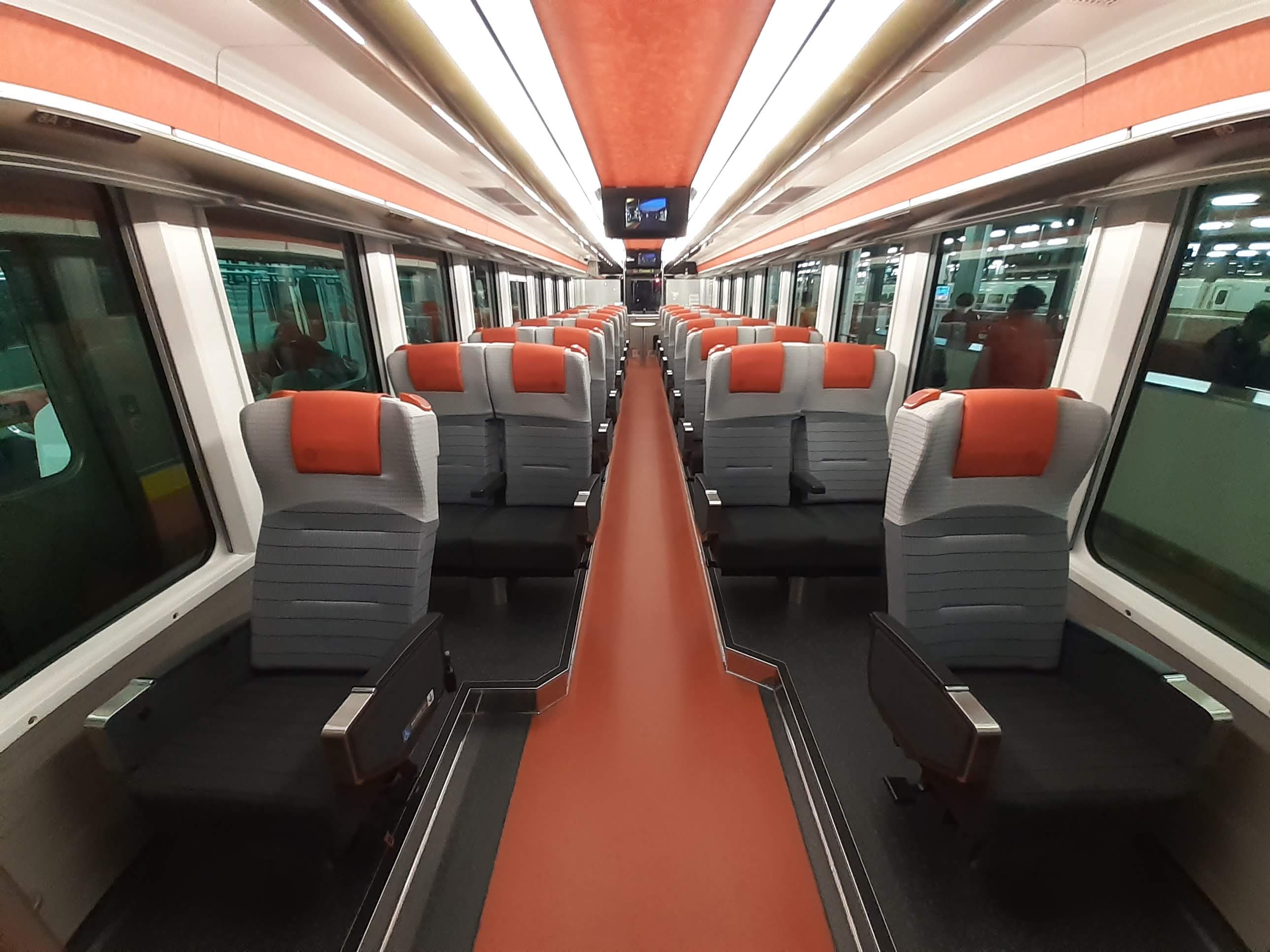
1号車 普通車
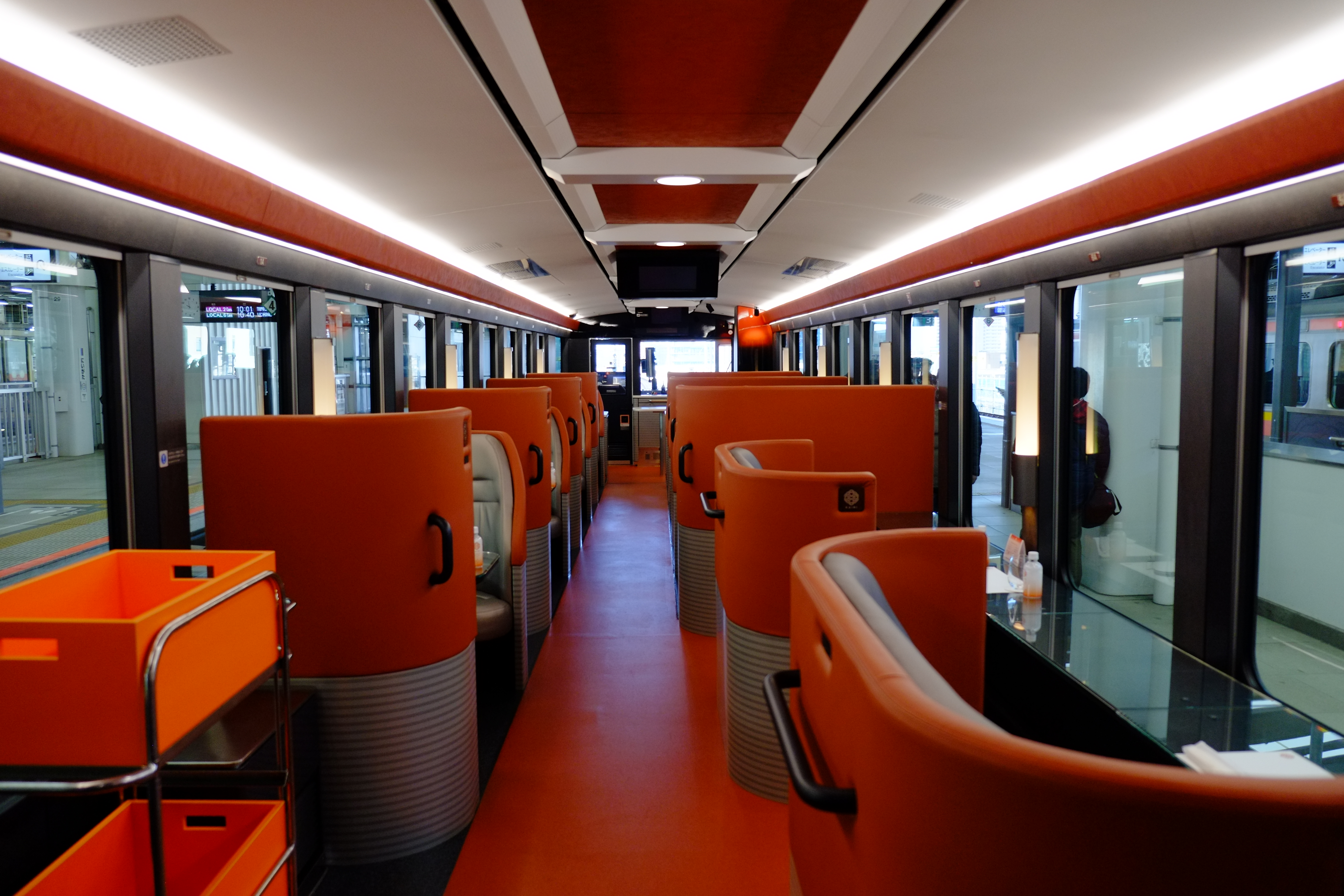
4号車 ダイニング
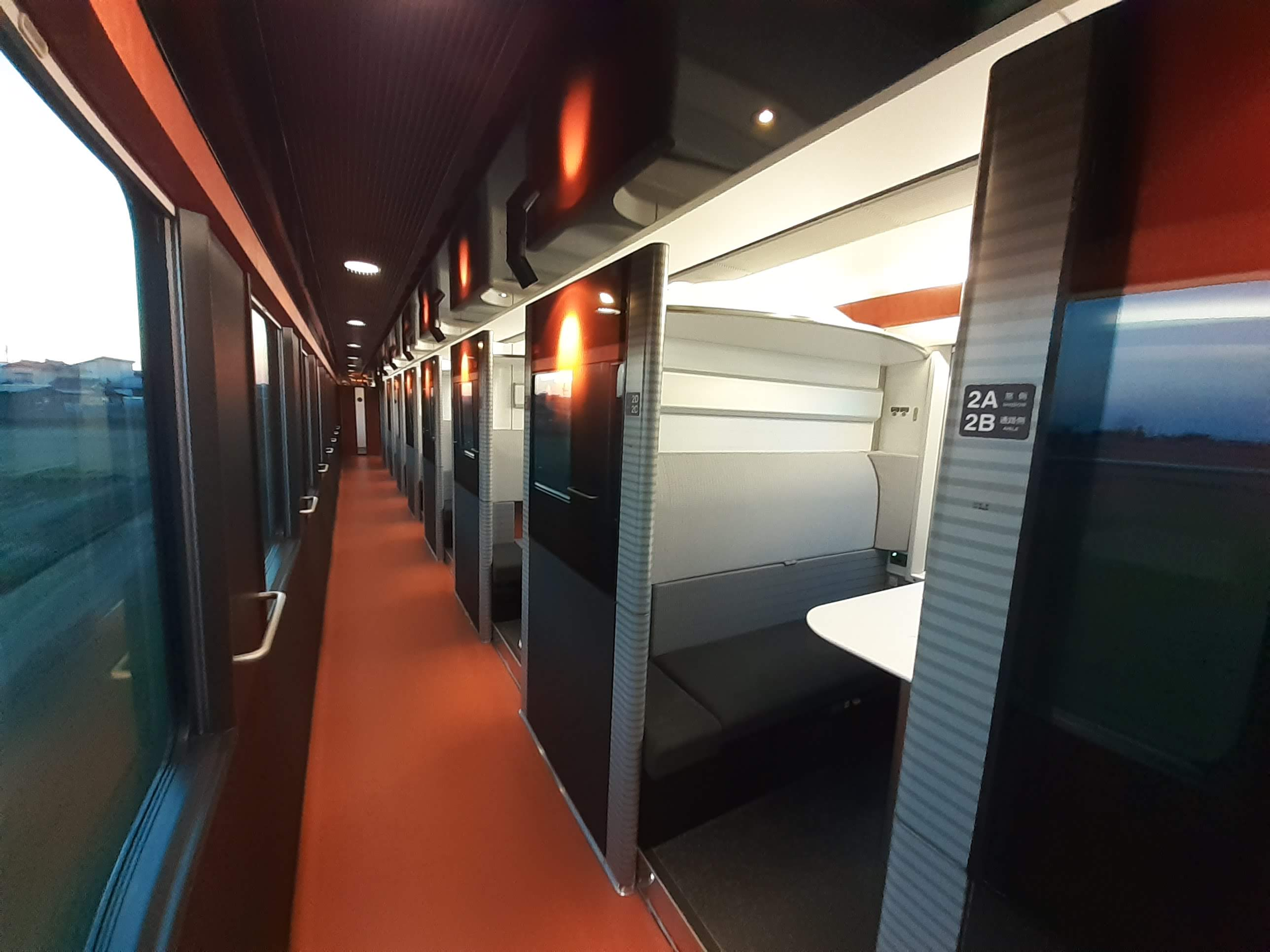
2号車 コンパートメント
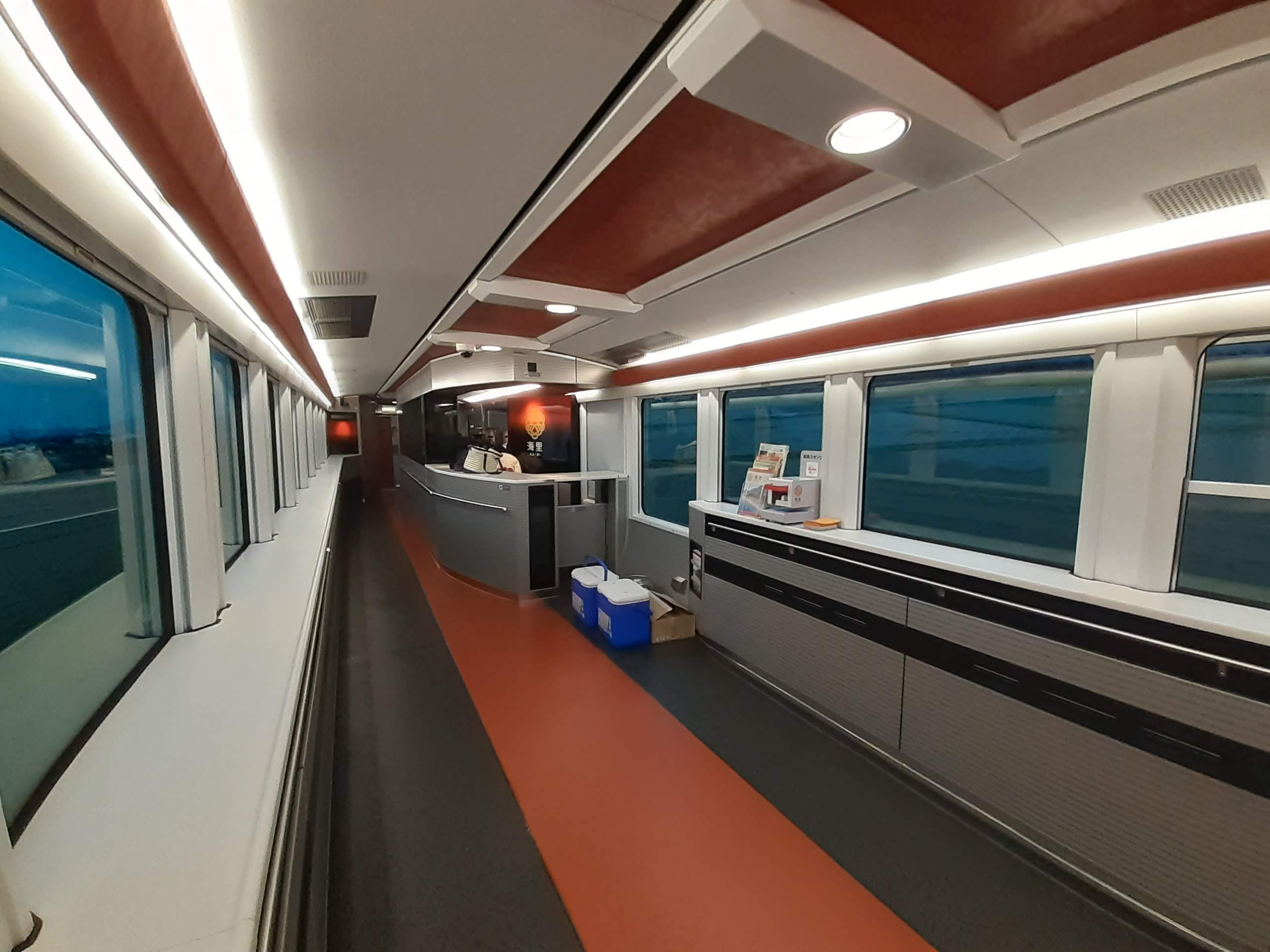
3号車 売店
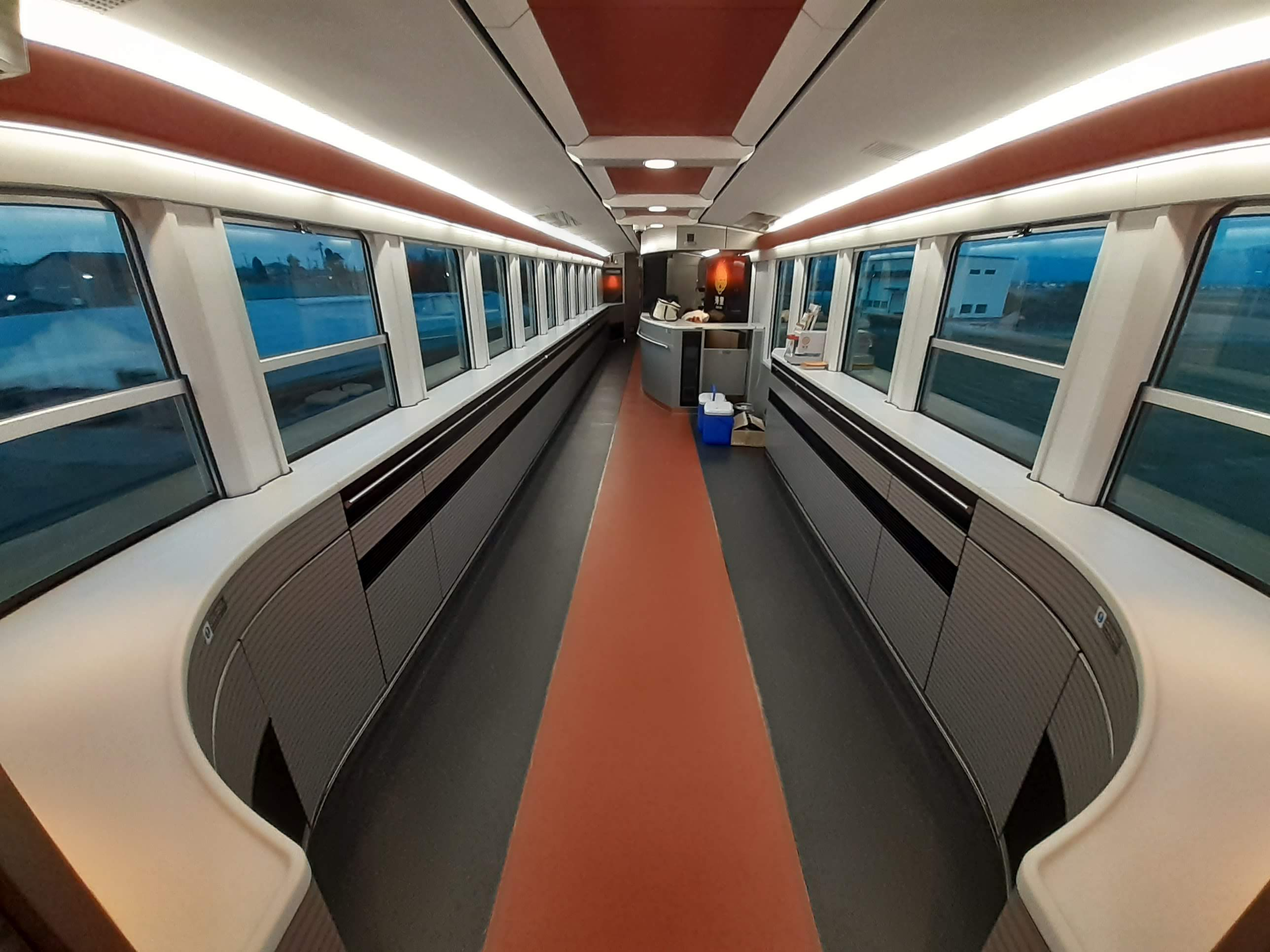
3号車 イベントスペース
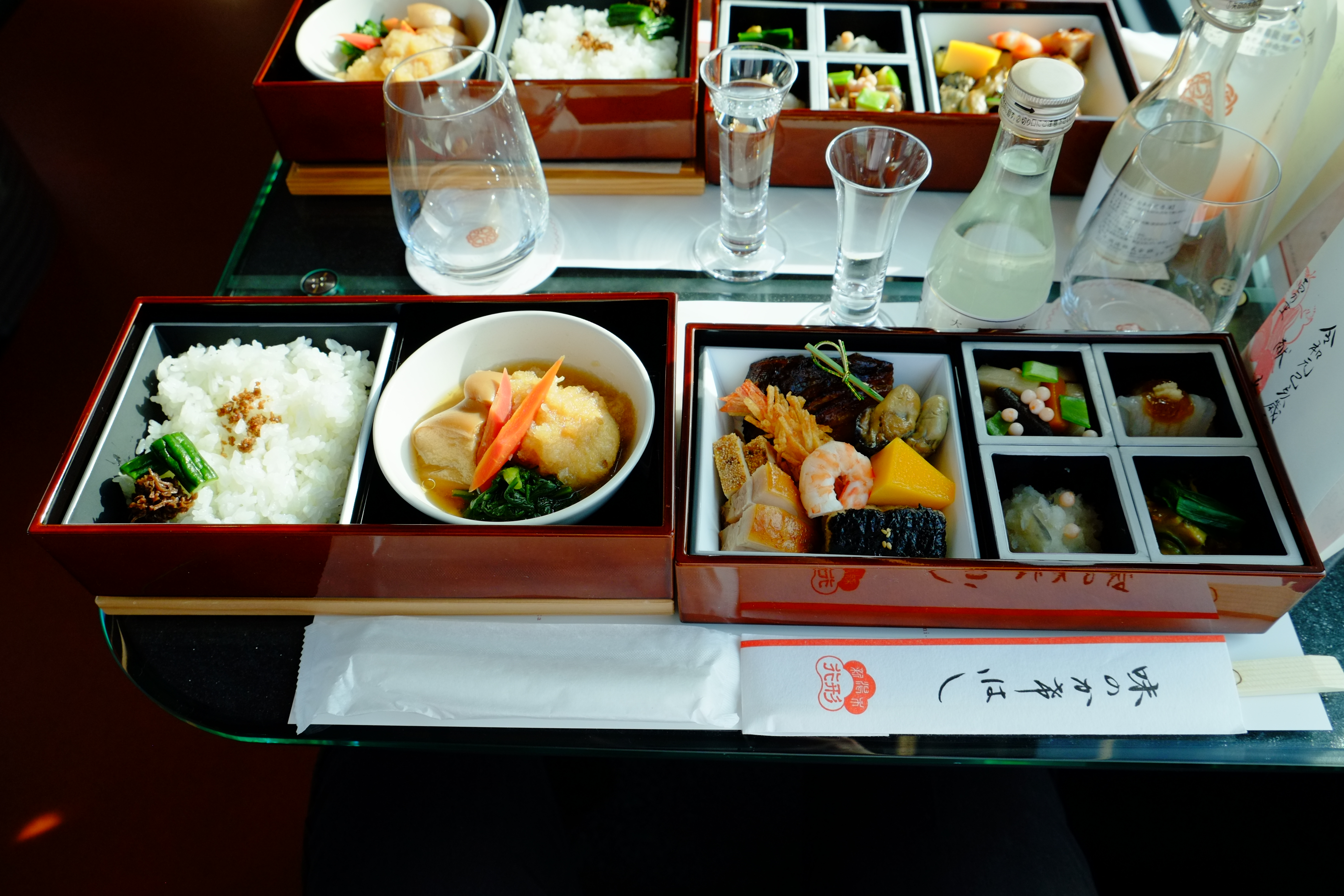
旅行商品の食事例 （酒田方面の列車）

## 沿革
- 2019年（令和元年）10月5日：運行開始[3]。
- 2020年（令和2年）
  - 4月8日：新型コロナウイルスの感染拡大防止のため、同年5月31日まで運休[4]。
  - 5月13日：同年6月1日以降の運休延長を発表[5]。
  - 6月26日：同年8月1日より運転再開を発表[6]。
  - 8月1日：運転再開[6]。
  - 9月10日：Wi-Fi設置[7]。
- 2021年（令和3年）
  - 7月16日・7月17日・9月3日・9月4日：秋田駅まで延長運転を実施[8]。
- 2022年（令和4年）
  - 5月26日：新潟県で開催される「越後妻有 大地の芸術祭 2022」の開催に合わせて、臨時列車「妻有海里」が運行[9]。
  - 8月16日・8月17日：団体専用列車「夜想（ノクターン）海里」が新潟駅 - 青森駅間で運行予定だったが、奥羽本線東能代 - 大館間の線路陥没と8月9日浪岡 - 新青森間の大雨の影響で、線路設備の大きな被害が確認されたために伴い運休[10]。
  - 11月28日・11月29日：同年8月16日と17日に運行予定だった団体専用列車「夜想（ノクターン）海里」が再設定され、新潟駅 - 青森駅間で運行[11]。